# Millvina Dean
Elizabeth Gladys Dean „Millvina“ (2. února 1912 Branscombe, Devon – 31. květen 2009 Hampshire) byla poslední žijící osoba, která se plavila na lodi Titanic. Na Titanicu byla nejmladší pasažérkou (v té době jí bylo zhruba 9 týdnů). Při potápění lodi oznámil otec její matce, ať s dětmi vyjde na palubu a tam čeká, hlavně díky tomu Millvina přežila, dostala se totiž spolu s bratrem i matkou na palubu záchranného člunu 10. Tělo jejího otce nikdy nebylo identifikováno a pravděpodobně ani nalezeno.
Na Titanicu se plavila společně se svou nejbližší rodinou, otcem Bertramem Frankem Deanem, matkou Georgettou Evou Lightovou, a se svým (tehdy dvouletým) bratrem Bertramem Verem Deanem, který zemřel roku 1992.
V neděli 31. května 2009 Millvina Dean zemřela ve věku 97 let v anglickém Hampshiru.